# Gregorio Rosa Chávez
Gregorio kardinál Rosa Chávez (* 3. září 1942, Sociedad, Salvador) je salvadorský římskokatolický kněz, biskup, a od roku 2017 kardinál. Jeho jmenování kardinálem oznámil papež František 21. května 2017, odznaky své hodnosti převzal během veřejné konzistoře 28. června téhož roku.

## Život

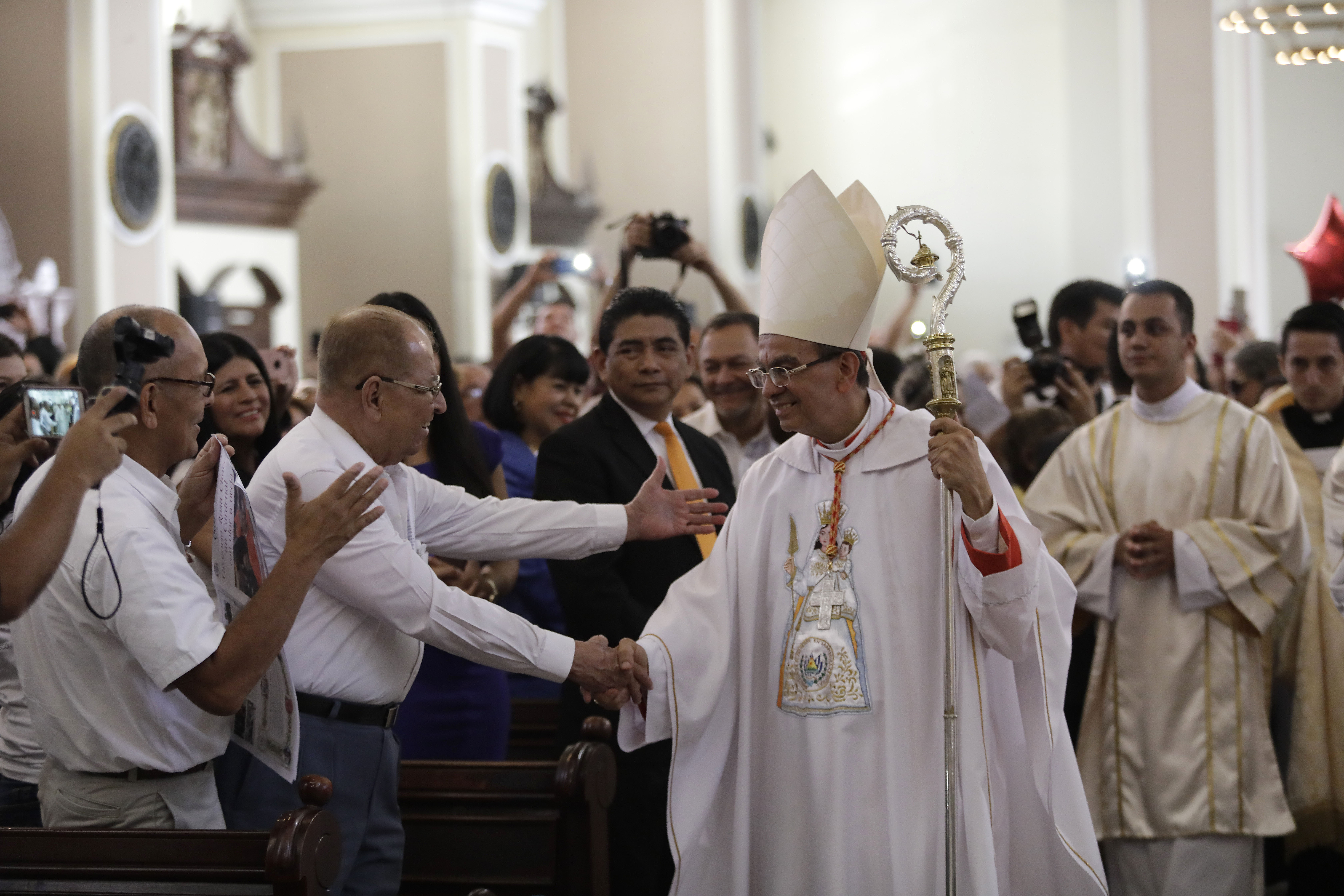
Kardinál Chávez během mše (2017)

Gregorio Rosa byl spolupracovníkem arcibiskupa Óscara Romera do roku 1980, kdy byl zastřelen eskadrou smrti. Gregorio Rosa se stal biskupem v roce 1982. Byl ustanoven jako pomocný biskup arcidiecéze San Salvador. Biskup Chávez se stal historicky prvním kardinálem ze Salvadoru. Jmenování pomocného biskupa kardinálem nebývá časté. V době jmenování biskupa Cháveze nebyl navíc diecézní arcibiskup Mons. José Luis Escobar Alas sám členem kardinálského kolegia. Proto v případě liturgických úkonů je nejvyšším hiearchou v arcidiecézi kardinál Chávez, avšak v otázkách jejího řízení je nejvyšším představitelem arcibiskup Alas. V roce 2022 dosáhl kardinál Chávez kanonického věku (80 let, pro volbu v konkláve).